# Ernst-Otto Luthardt
Ernst-Otto Luthardt (geboren am 13. Dezember 1948 in Steinach) ist ein deutscher Schriftsteller und Kunsthistoriker. Er ist bekannt als Autor zahlreicher Bildbände, Schriften zu Franken, fränkischer Küche und fränkischem Brauchtum, als Herausgeber von Anthologien mit Weihnachtsgeschichten und in den 1980er Jahren als Verfasser von phantastischen Erzählungen. Luthardt arbeitete als Inoffizieller Mitarbeiter unter dem Decknamen „Hugo“ für das Ministerium für Staatssicherheit der DDR.

## Leben
Luthardt studierte Germanistik und Geschichte an der Friedrich-Schiller-Universität Jena, wo er 1978 mit einer Arbeit über Tendenzen der Lyrisierung in deutschsprachigen Prosawerken des 20. Jahrhunderts promoviert wurde. Bis 1979 war er wissenschaftlicher Assistent in Jena und anschließend Lehrer in Kahla und freier Schriftsteller. Er arbeitete als Lektor und Gutachter für mehrere Verlage, als Herausgeber und schrieb Rezensionen und Nachworte. Sein erster Band mit Utopischen und phantastischen Geschichten, den er zusammen mit Heiner Hüfner schrieb, erschien 1981 im Greifenverlag in Rudolstadt. Es folgten drei weitere Bände mit Erzählungen, die meist der Science-Fiction zugerechnet werden können.
Das Lexikon Die Science-fiction der DDR schrieb: „Luthardts poetische SF-Texte haben ihn zu einem der wichtigsten in den achtziger Jahren neu zur SF gekommenen DDR-Autoren werden lassen.“
Nach der Wende veröffentlichte Luthardt noch drei Erzählungen in Anthologien und Zeitschriften, wandte sich dann allerdings von der Belletristik weitgehend ab und etablierte sich als Autor von Bildbänden – einen Band mit literarischen Reiseberichten aus Rumänien hatte er schon 1987 veröffentlicht –, die zu einem Großteil im Würzburger Verlag Stürtz erschienen, und von Büchern über fränkische Küche, Sitten und Bräuche, die bei Echter in Würzburg erschienen. Insbesondere als Verfasser von Texten für Reise-Bildbände zu Ländern und Landschaften Deutschlands und Europas war Luthardt ausgesprochen produktiv – zwischen 1990 und 2020 erschienen mehr als 80 Bildbände mit Texten von Luthardt, außerdem über zwei Dutzend sachliterarische Titel, darunter viele in den Reihen Kleine Bibliothek bei Stürtz und Echt fränkisch bei Echter.
Luthardt lebt in Rauhenebrach in Franken.

## Inoffizieller Mitarbeiter der Staatssicherheit
Luthardt war bereits ab 1965, ab 1967 unter dem Decknamen „Hugo“ erst „Kontaktperson“, später Inoffizieller Mitarbeiter des MfS. Nach einer zehnjährigen Unterbrechung verpflichtete er sich 1978 neu und wurde am 11. Mai 1980 aufgrund seiner Tätigkeit als Schriftsteller, Außenlektor des Greifenverlags Rudolstadt und Mitglied der Bezirksgruppe des Schriftstellerverbandes für die Berichterstattung „aus politisch/operativen Schwerpunktbereichen Literatur/Verlage/Schriftsteller“ vorgesehen (Kategorisierungsprotokoll IMS „Hugo“, Reg.-Nr. X/722/78). Im Auftrag des MfS verhinderte er mit Gutachten beim Greifenverlag Rudolstadt den Druck des Romans Unser aller Mann von Renate Feyl sowie einen Band von Erzählungen von Monika Maron, die Luthardt als chiffrierte Anklagen gegen das sozialistische Gesellschaftssystem deutete (Tonbandabschrift vom 18. Dezember 1980), bespitzelte Schriftsteller, Musiker und Künstler in Jena und Umgebung sowie reiste als Gastlehrer in die BRD, nach Zürich und in das „feindliche Operationsgebiet“ Finnland.

## Bibliografie
Erzählungen
- mit Heiner Hüfner: Utopische und phantastische Geschichten. Greifenverlag, Rudolstadt 1981.

- Die klingenden Bäume : Phantastische Geschichten. Greifenverlag, Rudolstadt 1982.
- Die Unsterblichen : Phantastische Erzählungen. Greifenverlag, Rudolstadt 1984.
- Die Wiederkehr des Einhorns : Phantastische Erzählungen. Verlag Neues Leben, Berlin 1988, ISBN 3-355-00651-3.

Kurzgeschichten
(hier nur solche, die nicht in Luthardts Erzählbänden erschienen sind)
- Eleni. In: Gerda Zschocke (Hrsg.): Zeitreisen. Mitteldeutscher Verlag, 1986, ISBN 3-354-00090-2.
- Kemenys Begegnung der unsäglichen Art. In: Olaf R. Spittel (Hrsg.): Geschichten vom Trödelmond. Das Neue Berlin, 1990, ISBN 3-360-00307-1.
- Der Kuckuck. In: Hardy Kettlitz (Hrsg.): Alien Contact, Nummer 8. Edition Avalon, 1991.
- Fremde Vertrautheit. In: Olaf R. Spittel (Hrsg.): Zeit-Spiele: ex oriente Science Fiction. Heyne Science Fiction & Fantasy #4897, 1992, ISBN 3-453-05823-2.

Sachliteratur
- Tendenzen der Lyrisierung in deutschsprachigen Erzählwerken des 20. Jahrhunderts. Dissertation Jena 1978.

- Es blüht ums Haus. Mit Bildern von Werner Richner. Stürtz Bibliothek Bd. 2. Stürtz, Würzburg 1994, ISBN 3-8003-0494-5.
- Geliebte Katzen : ein Lesebuch. Mit schönen Bildern von Werner Richner. Stürtz kleine Bibliothek Bd. 4. Stürtz, Würzburg 1994, ISBN 3-8003-0562-3.
- Der praktische Mondkalender : für Haus, Hof, Garten und Familie. Stürtz kleine Bibliothek Bd. 5. Stürtz, Würzburg 1994, ISBN 3-8003-0558-5.
- mit Marion Nickig: Mit Blumen sprechen : die Geheimnisse ihrer Farben, Düfte und Symbolik. Stürtz kleine Bibliothek Bd. 6. Stürtz, Würzburg 1994, ISBN 3-8003-0564-X.
- Schöne Weihnachtszeit : Bräuche und Spiele in der schönsten Zeit des Jahres. Stürtz kleine Bibliothek Bd. 8. Stürtz, Würzburg 1994, ISBN 3-8003-0566-6.
- Schicksals- und Orakeltage : alte Weisheit neu entdeckt. Stürtz Bibliothek Bd. 13. Stürtz, Würzburg 1995, ISBN 3-8003-0676-X.
- Frohe Osterzeit : Lieder und Bräuche, Spiele und Orakel. Stürtz kleine Bibliothek Bd. 16. Stürtz, Würzburg 1995, ISBN 3-8003-0655-7.
- Die schönsten Weihnachtslieder : mit Notensatz der Singstimme. Stürtz kleine Bibliothek Bd. 22. Stürtz, Würzburg 1995, ISBN 3-8003-0680-8.
- Das kleine Buch vom Minnesang. Stürtz kleine Bibliothek Bd. 24. Stürtz, Würzburg 1995, ISBN 3-8003-0683-2.
- Das kleine Buch der Geister. Stürtz kleine Bibliothek Bd. 28. Stürtz, Würzburg 1995, ISBN 3-8003-0700-6.
- Weihnachtliche Küchengeheimnisse. Stürtz kleine Bibliothek Bd. 32. Stürtz, Würzburg 1996, ISBN 3-8003-0775-8.
- Von der Martinsgans zum Dreikönigskuchen : die 50 besten fränkischen Weihnachtsrezepte. Echter, Würzburg 2004, ISBN 3-429-02639-3.
- Das grosse fränkische Hausbuch : alte Weisheiten neu entdeckt: Haus und Garten, Feld und Wald, Glück und Wohlstand, Gesundheit, Liebe und Heirat. Heinrichs-Verlag / Bayerische Verlags-Anstalt, Bamberg 2005, ISBN 3-89889-045-7.
- Das grosse Thüringer Weihnachtsbuch. Mit Farbfotos von Udo Pellmann. Weidlich/Flechsig, Würzburg 1992, ISBN 3-8035-1365-0.
- Ins Land der heiligen Elisabeth … : Lese- und Reisewege zu einer grossen Frau. Mit Fotos von Stephan und Walter Thierfelder. BVB, Bamberg 1993, ISBN 3-87052-769-2.
- Bauern- und Wetterregeln aus Franken. Echter, Würzburg 1998, ISBN 3-429-02067-0.
- Köstliches Backwerk : Schmackhaftes und Unterhaltsames. Echter, Würzburg 1999, ISBN 3-429-02152-9.
- Im fränkischen Bauerngarten. Echter, Würzburg 1999, ISBN 3-429-02110-3.
- Frühlings- und Osterbräuche. Mit Bildern von Renate Rössing und Roger Rössing. Echter, Würzburg 2000, ISBN 3-429-02222-3.
- Die alte fränkische Weihnacht : in den schönsten Geschichten, Gedichten, Liedern und Sprüchen. Echter, Würzburg 2000, ISBN 3-429-02262-2.
- Die schönsten alten Kinderreime, um Gott zu loben. Echter, Würzburg 2001, ISBN 3-429-02366-1.
- Das fränkische Hochzeitsbüchlein. Echter, Würzburg 2001, ISBN 3-429-02320-3.
- Das kleine fränkische Mondbuch. Echter, Würzburg 2002, ISBN 3-429-02453-6.
- Geheimnisvolles Nürnberg : eine Entdeckungsreise mit Bobby und Molly. Fotos: Herbert Liedel. Artur Klose, Kassel 2003, ISBN 3-9809253-0-7.

Bildbände
- Die Hora nimmt kein Ende : Rumänische Reisen. Mit 92 Fotos von Hans-Peter Gaul. Greifenverlag, Rudolstadt 1987, ISBN 3-7352-0060-5.
- mit Reinhard Feldrapp: An der Saale : vom Fichtelgebirge durch Thüringen bis zur Elbe. Weidlich/Flechsig, Würzburg 1990, ISBN 3-8035-1335-9.
- Thüringen. Fotos von Wolfgang Korall. Weidlich/Flechsig, Würzburg 1991, ISBN 3-8035-1350-2.
- Sachsen-Anhalt in alten Ansichtskarten. Weidlich/Flechsig, Würzburg 1992, ISBN 3-88189-146-3.
- Gärten und Parks in Thüringen. Mit Stephan und Walter Thierfelder. Stürtz, Würzburg 1992, ISBN 3-8003-0447-3.
- Franken : Burgen und Schlösser. Mit Stephan und Walter Thierfelder. Weidlich/Flechsig, Würzburg 1992, ISBN 3-8035-1360-X.
- Burgen und Schlösser in Thüringen. Mit Stephan und Walter Thierfelder. Weidlich/Flechsig, Würzburg 1993, ISBN 3-8035-1367-7.
- Finnland. Fotografien von Gabriele Winter und Hans Jürgen Sittig. Stürtz, Würzburg  1995, ISBN 3-8003-0668-9.
- St. Petersburg. Mit Bildern von Max Galli. Stürtz, Würzburg 1996, ISBN 3-8003-0779-0.
- mit Patrizia Balocco: Reise durch Norwegen. Stürtz, Würzburg 1996, ISBN 3-8003-0695-6.
- Unterfranken. Mit Stephan und Walter Thierfelder. Echter, Würzburg 1997, ISBN 3-429-01931-1.
- Reise durch Island. Bilder von Max Galli. Stürtz, Würzburg 1998, ISBN 3-8003-0888-6.
- Reise durch Kreta. Bilder von Karl-Heinz Raach. Stürtz, Würzburg 2000, ISBN 3-8003-0985-8.
- Norwegen. Bilder von Max Galli. Stürtz, Würzburg 2000, ISBN 3-8003-0987-4.
- Reise durch Norwegen. Bilder von Max Galli. Stürtz, Würzburg 2001, ISBN 3-8003-1545-9.
- Israel. Mit Bildern von Dinu Mendrea. Stürtz, Würzburg 2001, ISBN 3-8003-1556-4.
- Reise durch Polen. Bilder von Ralf Freyer. Stürtz, Würzburg 2002, ISBN 3-8003-1575-0.
- Reise durch Pommern. Bilder von Ralf Freyer. Stürtz, Würzburg 2003, ISBN 3-8003-1608-0.
- Reise durch Bayern und Franken. Bilder von Martin Siepmann. Stürtz, Würzburg 2003, ISBN 3-8003-1601-3.
- Reise durch Bayern. Bilder von Martin Siepmann. Stürtz, Würzburg 2003, ISBN 3-8003-1602-1.
- Reise durch Schlesien. Bilder von Ralf Freyer. Stürtz, Würzburg 2004, ISBN 3-8003-1642-0.
- Reise durch Oberbayern. Bilder von Martin Siepmann. Stürtz, Würzburg 2004, ISBN 3-8003-1625-0.
- Reise durch Masuren. Bilder von Wolfgang Korall. Stürtz, Würzburg 2004, ISBN 3-8003-1640-4.
- Reise durch Deutschland. Bilder von Horst Zielske. Stürtz, Würzburg 2004, ISBN 3-8003-0989-0.
- Reise durch Mecklenburg-Vorpommern. Bilder von Tina und Horst Herzig. Stürtz, Würzburg 2005, ISBN 3-8003-1665-X.
- Reise durch Königsberg und das nördliche Ostpreussen. Bilder von Wolfgang Korall. Stürtz, Würzburg 2005, ISBN 3-8003-1688-9.
- Reise durch Finnland. Bilder von Max Galli. Stürtz, Würzburg 2005, ISBN 3-8003-1667-6.
- Reise entlang der polnischen Ostseeküste. Bilder von Ralf Freyer. Stürtz, Würzburg 2006, ISBN 3-8003-1710-9.
- Ostpreußen. Mit Bildern von Wolfgang Korall. Stürtz, Würzburg 2006, ISBN 3-8003-1700-1.
- Faszinierendes Schottland. Bilder von Karl-Heinz Raach. Flechsig, Würzburg 2006, ISBN 3-88189-707-0.
- Faszinierendes Australien. Bilder von Christian Heeb. Flechsig, Würzburg 2006, ISBN 3-88189-704-6.
- Faszinierendes Ägypten. Bilder von Clemens Emmler. Flechsig, Würzburg 2006, ISBN 3-88189-703-8.
- Reise durch Lettland. Bilder von Ralf Freyer. Stürtz, Würzburg 2007, ISBN 978-3-8003-1789-9.
- Reise durch Estland. Bilder von Max Galli. Stürtz, Würzburg 2007, ISBN 978-3-8003-1787-5.
- Reise durch die Kurische Nehrung. Bilder von Ralf Freyer und Wolfgang Korall. Stürtz, Würzburg 2007, ISBN 978-3-8003-1790-5.
- Irland : Mythen und Legenden. Bilder von Tina und Horst Herzig. Stürtz, Würzburg 2007, ISBN 978-3-8003-1748-6.
- Faszinierendes Südafrika. Bilder von Christian Heeb. Flechsig, Würzburg 2007, ISBN 978-3-88189-667-2.
- Faszinierendes Mallorca. Bilder von Jürgen Richter. Flechsig, Würzburg 2007, ISBN 978-3-88189-687-0.
- Faszinierendes Island. Bilder von Max Galli. Flechsig, Würzburg 2007, ISBN 978-3-88189-686-3.
- Faszinierendes Irland. Bilder von Karl-Heinz Raach. Flechsig, Würzburg 2007, ISBN 978-3-88189-683-2.
- Faszinierendes Bayern. Bilder von Martin Siepmann. Flechsig, Würzburg 2007, ISBN 978-3-88189-661-0.
- Faszinierende Provence. Bilder von Christian Heeb und Karl-Heinz Raach. Flechsig, Würzburg 2007, ISBN 978-3-88189-689-4.
- Reise durch Rumänien. Bilder von Karl-Heinz Raach. Stürtz, Würzburg 2008, ISBN 978-3-8003-1733-2.
- Reise durch das Riesengebirge. Bilder von Ralf Freyer. Stürtz, Würzburg 2008, ISBN 978-3-8003-1885-8.
- Reise durch das Baltikum. Bilder von Ralf Freyer. Stürtz, Würzburg 2008, ISBN 978-3-8003-1911-4.
- Kanarische Inseln. Mit Bildern von Jürgen Richter. Stürtz, Würzburg 2008, ISBN 978-3-8003-1875-9.
- Faszinierendes Schlesien. Bilder von Ralf Freyer. Flechsig, Würzburg 2008, ISBN 978-3-88189-727-3.
- Faszinierendes Prag. Bilder von Ralf Freyer. Flechsig, Würzburg 2008, ISBN 978-3-88189-726-6.
- Faszinierendes Ostpreussen. Bilder von Wolfgang Korall. Flechsig, Würzburg 2008, ISBN 978-3-88189-725-9.
- Faszinierendes Andalusien. Bilder von Jürgen Richter. Flechsig, Würzburg 2008, ISBN 978-3-88189-001-4.
- Faszinierende Bretagne. Bilder von Christian Heeb. Flechsig, Würzburg 2008, ISBN 978-3-88189-698-6.
- Bretagne : Mythen und Legenden. Bilder von Tina und Horst Herzig. Stürtz, Würzburg 2008, ISBN 978-3-8003-1869-8.
- Australien. Mit Clemens Emmler. Flechsig, Würzburg 2008, ISBN 978-3-88189-696-2.
- Reise durch Fuerteventura und Lanzarote. Bilder von Jürgen Richter. Stürtz, Würzburg 2009, ISBN 978-3-8003-4046-0.
- Faszinierendes Weimar. Bilder von Tina und Horst Herzig. Flechsig, Würzburg 2009, ISBN 978-3-88189-008-3.
- Faszinierendes St. Petersburg. Bilder von Max Galli. Flechsig, Würzburg 2009, ISBN 978-3-8035-2007-4.
- Faszinierendes Finnland. Bilder von Max Galli. Flechsig, Würzburg 2009, ISBN 978-3-88189-004-5.
- Faszinierender Gardasee. Bilder von Max Galli. Flechsig, Würzburg 2009, ISBN 978-3-8035-2003-6.
- Schottland : Mythen und Legenden. Bilder von Tina und Horst Herzig. Stürtz, Würzburg 2010, ISBN 978-3-8003-1948-0.
- Reise durch Tschechien. Bilder von Ralf Freyer. Stürtz, Würzburg 2010, ISBN 978-3-8003-4056-9.
- Reise durch Hessen. Bilder von Tina und Horst Herzig. Stürtz, Würzburg 2010, ISBN 978-3-8003-4092-7.
- Bayerische Rhön. Mit Bildern von Martin Siepmann. Stürtz, Würzburg 2010, ISBN 978-3-8003-1906-0.
- Schottland. Mit Hartmut Krinitz. Flechsig, Würzburg 2011, ISBN 978-3-8035-2027-2.
- Reise durch Thüringen. Bilder von Tina und Horst Herzig. Stürtz, Würzburg 2011, ISBN 978-3-8003-4114-6.
- Reise durch das Erzgebirge und das Sächsische Vogtland. Bilder von Johann Scheibner. Stürtz, Würzburg 2011, ISBN 978-3-8003-4111-5.
- Reise durch Bulgarien. Bilder von Karl-Heinz Raach. Stürtz, Würzburg 2011, ISBN 978-3-8003-4118-4.
- Irland. Bilder von Karl-Heinz Raach.  Stürtz, Würzburg 2011, ISBN 978-3-8003-4800-8.
- Faszinierendes Israel. Bilder von Sandu Mendrea. Flechsig, Würzburg 2011, ISBN 978-3-8035-2030-2.
- Reise durch Weimar. Bilder von Tina und Horst Herzig. Stürtz, Würzburg 2012, ISBN 978-3-8003-4155-9.
- Reise durch Ungarn. Bilder von Max Galli. Stürtz, Würzburg 2012, ISBN 978-3-8003-4129-0.
- Reise durch Siebenbürgen. Bilder von Karl-Heinz Raach. Stürtz, Würzburg 2012, ISBN 978-3-8003-4142-9.
- Reise durch Sachsen-Anhalt. Bilder von Tina und Horst Herzig. Stürtz, Würzburg 2012, ISBN 978-3-8003-4169-6.
- Reise durch den Odenwald und die Bergstrasse. Bilder von Tina und Horst Herzig. Stürtz, Würzburg 2012, ISBN 978-3-8003-4150-4.
- Mallorca. Mit Jürgen Richter. Flechsig, Würzburg 2012, ISBN 978-3-8035-2015-9.
- Reise durch die Rhön. Bilder von Martin Siepmann. Stürtz, Würzburg 2013, ISBN 978-3-8003-4195-5.
- Reise durch die Pfalz. Bilder von Thomas Haltner. Stürtz, Würzburg 2013, ISBN 978-3-8003-4193-1.
- Reise durch den Thüringer Wald und Erfurt. Bilder von Tina und Horst Herzig. Stürtz, Würzburg 2013, ISBN 978-3-8003-4180-1.
- Reise durch den Harz. Bilder von Tina und Horst Herzig. Stürtz, Würzburg 2013, ISBN 978-3-8003-4190-0.
- Schottland : wilde Schönheit und von Legenden umwoben. Mit Hartmut Krinitz. Stürtz, Würzburg 2015, ISBN 978-3-8003-4856-5.
- Island und die Färöer Inseln. Bilder von Max Galli. Stürtz, Würzburg 2015, ISBN 978-3-8003-4850-3.
- Irland : Insel der Mythen und Legenden. Mit Karl-Heinz Raach. Stürtz, Würzburg 2015, ISBN 978-3-8003-4855-8.

Kinderbücher
- Mein kleines Buch vom Nikolaus. Mit Madeleine Adrian-Mohr. Echter, Würzburg 2002, ISBN 3-429-02476-5.

Herausgeberschaften
- Weihnachten in Franken. Echter, Würzburg 1998, ISBN 3-429-02066-2.
- Ein gutes Wort zum Trost. Echter, Würzburg 2002, ISBN 3-429-02469-2.
- Ein gutes Wort der Liebe. Echter, Würzburg 2002, ISBN 3-429-02468-4.
- Ein gutes Wort der Hoffnung. Echter, Würzburg 2002, ISBN 3-429-02467-6.
- Ein gutes Wort der Freundschaft. Echter, Würzburg 2002, ISBN 3-429-02484-6.
- Die fränkische Weihnacht : lesen und erleben. Echter, Würzburg 2002, ISBN 3-429-02466-8.
- Sagen aus Schwaben. Flechsig, Würzburg 2005, ISBN 3-88189-585-X.
- Sagen aus Ostpreußen. Flechsig, Würzburg 2005, ISBN 3-88189-584-1.
- Sagen aus Schlesien. Flechsig, Würzburg 2006, ISBN 3-88189-624-4.
- Sagen aus Franken. Flechsig, Würzburg 2006, ISBN 3-88189-623-6.
- Sagen aus Pommern und Mecklenburg. Flechsig, Würzburg 2007, ISBN 978-3-88189-691-7.
- Vom Segen der Weihnacht : Erzählungen. Echter, Würzburg 2007, ISBN 978-3-429-02929-6.
- Das schönste Fest im Jahr : Erzählungen zur Weihnacht. Echter, Würzburg 2008, ISBN 978-3-429-03042-1.
- Stille Zeit : ein Adventskalender-Geschichtenbuch. Echter, Würzburg 2010, ISBN 978-3-429-03280-7.
- Die Entdeckung des Weihnachtssterns : ein Adventskalender-Geschichtenbuch für die ganze Familie. Echter, Würzburg 2011, ISBN 978-3-429-03443-6.
- Christtagsfreude und Weihnachtszauber : Jesu Geburt und andere erstaunliche Geschichten. Echter, Würzburg 2013, ISBN 978-3-429-03617-1.
- Stille Nacht, zärtliche Nacht : Liebesgeschichten zur Weihnacht. Echter, Würzburg 2014, ISBN 978-3-429-03730-7.
- Stille Nacht, schaurige Nacht : Unheimliche Geschichten zur Weihnacht. Echter, Würzburg 2014, ISBN 978-3-429-03728-4.
- Stille Nacht, fröhliche Nacht : Heitere Geschichten zur Weihnacht. Echter, Würzburg 2014, ISBN 978-3-429-03729-1.
- Stille Nacht, besinnliche Nacht : Hintergründige Geschichten zur Weihnachtszeit. Echter, Würzburg 2014, ISBN 978-3-429-03731-4.
- Stille Nacht, heilige Nacht : Geschichten vom Geheimnis der Weihnacht. Echter, Würzburg 2015, ISBN 978-3-429-03835-9.
- Stille Nacht, freudige Nacht : Geschichten vom Glück der Weihnacht. Echter, Würzburg 2015, ISBN 978-3-429-03836-6.
- Mary oder Die Nacht der Frauen : Weihnachtliche Geschichten. Echter, Würzburg 2016, ISBN 978-3-429-03953-0.
- Du grünst nicht nur zur Sommerzeit : die schönsten Geschichten vom Weihnachtsbaum. Echter, Würzburg 2017, ISBN 978-3-8367-1099-2.
- Hugo Hartung: Das silberne Schiff : Weihnachtserzählungen. Echter, Würzburg 2018, ISBN 978-3-429-04496-1.